# Christian Steyer
Christian Steyer (Falkenstein, Sajonia; 6 de diciembre de 1946) es un actor, músico, actor de voz, compositor de cine alemán y director del Coro de Solistas de Berlín. 
Durante su trayectoria ha trabajado en más de 50 producciones cinematográficas y televisivas, además de componer obras musicales para películas y radio. Fue profesor de actuación y oratoria en Hochschule für Musik Hanns Eisler Berlin y también en el Jazz-Institut Berlin (JIB). Trabaja como director de coro, compositor y pianista.
Se dio a conocer a principios de la década de 1970, cuando participó en Die Legende von Paul und Paula, considerada una película de culto por la crítica especializada, también en Für die Liebe noch zu mager?, ambas lanzadas a través de la compañía cinematográfica Deutsche Film AG, conocida en aquella época como DEFA.
En 2005 fue galardonado con el premio Goldener Spatz por su trabajo musical en la película infantil Die Blindgänger.

## Biografía
Steyer, hijo de un pastor, creció en Meissen y cerca de Grimma. De niño tocaba el piano y el órgano y recibió lecciones de música de su padre. También cantaba en el Coro de la Catedral de Meißen. En la adolescencia ingresó en la Universidad de Música de Leipzig.
De 1965 a 1970 estudió música con especialización en piano en Leipzig y Dresde con Amadeus Webersinke; de 1970 a 1972 estudió en la State Drama School de Berlín, que completó con el examen de acceso a la etapa. A partir de 1972 empezó su carrera artística como actor, cantante, pianista y compositor. De 1973 a 1978 fue teclista y jefe de organización del grupo ETC., que trabajó como banda de estudio y en vivo para Frank Schöbel. Después de eso se dedicó solo a actuar y componer música para películas.
En 1999, Steyer fundó el StudentenJazzChor en Berlín, que dirige y desde entonces ha realizado regularmente el antiguo ciclo de villancicos desarrollado por Steyer. En 2010 siguió la primera gira totalmente alemana, ahora como coro solista de Berlín. A finales de 2019, Steyer y su equipo celebraron el 20° aniversario del coro después de más de 150 conciertos y el lanzamiento de un doble CD en vivo.

## Filmografía

### Cine y televisión
- 1972: Es ist eine alte Geschichte
- 1973: Die Legende von Paul und Paula
- 1973/1990: Die Taube auf dem Dach
- 1974: Für die Liebe noch zu mager?
- 1974: Polizeiruf 110: Konzert für einen Außenseiter (serie de TV)
- 1976: Polizeiruf 110: Eine fast perfekte Sache
- 1977: Schach von Wuthenow (película para TV)
- 1977: Polizeiruf 110: Ein unbequemer Zeuge
- 1978: Nach Jahr und Tag
- 1979: Polizeiruf 110: Am Abgrund
- 1980: Gevatter Tod
- 1980: Unser kurzes Leben
- 1980: Johann Sebastian Bachs vergebliche Reise in den Ruhm
- 1980: Solo für Martina (película para TV)
- 1981: Bürgschaft für ein Jahr
- 1981: Zwei Freunde in Preußen (película para TV)
- 1982: Melanie van der Straaten (película para TV)
- 1984: Die vertauschte Königin
- 1985: Außenseiter
- 1986: Blonder Tango
- 1986: Fahrschule
- 1986: Der Traum vom Elch
- 1988: Die Schauspielerin
- 1989: Der Magdalenenbaum
- 1991: Polizeiruf 110: Big Band Time
- 1992: Unser Lehrer Doktor Specht (serie de TV)
- 1994: Die Gerichtsreporterin, Episodio: Wer zu spät kommt (serie de TV)
- 1994: Liebling Kreuzberg, Episodio: Weiche Landung (serie de TV)
- 1995: Zu Fuß und ohne Geld
- 1995: Polizeiruf 110: Alte Freunde
- 1997: Laßt meine Frau am Leben
- 1999: Drei Gauner, ein Baby und die Liebe
- 1999: Polizeiruf 110: Sumpf
- 2000: Sono
- 2001: Drei Stern Rot
- 2001: Die Cleveren, Episodio: Der Todesengel (serie de TV)
- 2002: Nicht Fisch Nicht Fleischp
- 2006: Die Könige der Nutzholzgewinnung
- 2006: Hänsel und Gretel (narrador)
- 2006: SOKO Wismar, Episodio: Seitenwechsel (serie de TV)
- 2007: Hände weg von Mississippi
- 2008: In aller Freundschaft, Episodio: Drogen, Sex und Rock'n'Roll (serie de TV)
- 2008: Grenze
- 2008: Im Namen des Gesetzes, Episodio: Schulzeit (serie de TV)
- 2009: SOKO Leipzig, Episodio: Herbststurm (serie de TV)
- 2011, 2012: Danni Lowinski (serie de TV)
- 2012: Die Abenteuer des Huck Finn
- 2012: Zwei Leben
- 2013: Die kleine Meerjungfrau
- 2015: Ich und Kaminski
- 2017–2020: Dark (serie de TV, 10 episodios)
- 2019: Der Bulle und das Biest (serie de TV, 1 episodio)
- 2021: Army of Thieves
- 2022: The Ordinaries

- Fuente: Steffi Line.[9]

### Música cinematográfica
- 1974: Der Untergang der Emma
- 1976: Polizeiruf 110: Eine fast perfekte Sache (serie de TV)
- 1977: Schach von Wuthenow (película para TV)
- 1977: Polizeiruf 110: Ein unbequemer Zeuge
- 1978: Nach Jahr und Tag
- 1978: Rotschlipse
- 1981: Als Unku Edes Freundin war
- 1981: Der Spiegel des großen Magus
- 1982: Das Konzert
- 1982: Sabine Kleist, 7 Jahre…
- 1983: Erscheinen Pflicht
- 1983: Taubenjule
- 1984: Die vertauschte Königin
- 1986: Jan auf der Zille
- 1989: Verbotene Liebe
- 1991: Trutz
- 1992: Jana und Jan
- 1992: Kinderspiele
- 1992: Tatort:  Ein Fall für Ehrlicher
- 1992: Tatort: Tod aus der Vergangenheit
- 1995: Die Vergebung
- 1996: Zugvögel … Einmal nach Inari
- 1997: Das Leben ist eine Baustelle
- 2000: Stundenhotel
- 2001: Handstand
- 2004: Aus Liebe zum Volk
- 2004: Die Blindgänger
- 2005: Playa del Futuro
- 2005: Zu wenig Zucker

- Fuente: Steffi Line.[9]

## Obras de radio
- 1976: Rudolf Braune: Das Mädchen an der Orga Privat (Braune) – Dir-: Barbara Plensat (Rundfunk der DDR).[10]
- 1981: Joachim Priewe: Heinrich Vogeler (Narrador) – Dir.: Barbara Plensat (Biografía – Rundfunk der DDR)
- 1997: Irmgard Keun: Gilgi, eine von uns (Martin) – Dir.: Barbara Plensat (Radio – NDR)
- 2017: Megumi Iwasa: Viele Grüße, Deine Giraffe (Narrador) – Dir.: Dirk Kauffels (Radio), Sauerländer audio, ISBN 978-3-8398-4900-2
- 2018: Megumi Iwasa: Viele Grüße vom Kap der Wale (Narrador) – Dir.: Dirk Kauffels (Radio), Sauerländer audio, ISBN 978-3-8398-4921-7 (ausgezeichnet mit der hr2-Hörbuchbestenliste)
- 2018: Peter Hacks: Das musikalische Nashorn und andere Tiergeschichten. Eulenspiegel, Berlín 2018, ISBN 978-3-359-01141-5.
- 2019: Megumi Iwasa: Viele Grüße von der Seehundinsel (Narrador) – Dir.: Dirk Kauffels (Hörspiel), Sauerländer audio, ISBN 978-3-8398-4955-2
- 2019: Dass sie mich liebt, das sagt sie nicht – Liebesgedichte von Peter Hacks. Eulenspiegel, Berlín 2019, ISBN 978-3-359-01169-9.
- Fuente: Steffi Line.[9]

## Coro solista de Berlín
- Christian Steyer & el Coro Solista de Berlín: „alte WEIHNACHTSLIEDER neu“ (en vivo). Mit Almut Kühne, Jelena Kuljic, Jennifer Kothe, Maria Helmin, Sonja Kandels, Hagen Möbius y mucho más. Álbum con 2 CD y un folleto (28 páginas), Sello: Colita/SechzehnZehn·Jazz, Lanzamiento: 27 de noviembre de 2015.